# 李日韓
李 日韓（り にっかん、1975年4月15日 - ）は、プロレスのレフェリー、女子プロレスラー。韓国・ソウル生まれ。滋賀県長浜市出身。身長158cm、体重63kg。血液型O型。

## 略歴
高校卒業後、フリーター生活を経て、岐阜・愛知地区タウン誌に就職しカメラマンとして活動。その後プロレスラーを志望するも身長が低いからと断念。出版社を辞めてインディー団体「世界のプロレス」のスタッフ、週刊ゴングでのアルバイトを経て、1999年に営業兼レフェリーとして大日本プロレスに入社。
1999年3月29日、池の川中央体育館（マイク・サンプラス対ゲレーロ・デ・ラ・フトゥーロ戦）でレフェリーデビュー。
2000年、伊東竜二と結婚（後に離婚）。8月29日、初めてデスマッチのレフェリーを任される。
以来、裁いてきたデスマッチは300試合を越え、女性ながら日本のデスマッチレフェリーとして第一人者といえる存在となる。
2007年からは、女子プロレスラーとしてアイスリボンに参戦。大日本の別ブランド「横浜プロレス」でもアイスリボンの協力を得て選手として参加。
2008年1月、玩具好きが講じ、ドール雑誌の特別企画で、日韓モデルのmomokoドールが制作され、椎名林檎、江口寿史モデルと共に、2008年1月28日まで新宿LUMINE2で展示された。
2009年、大日本の若手主体興行「Dダッシュ」のプロデューサーに就任。この頃には所属していた大日本の他にも、プロレスリングFREEDOMSや世界プロレス協会などの他団体のリングでも裁いていた。
2016年1月よりフリーに。理由は海外とのパイプ役等活動の幅を拡げるため、様々な団体で活動している。9月WWEのNXTのハウスショーにレフェリーデビュー。
2017年1月、負傷欠場の和田京平の代役として全日本プロレスのリングに登場、そのままレギュラーとして定着。
2019年12月21日、全日本プロレス入団を発表。
2023年9月24日、10月付で全日本プロレス退団を発表

## 人物
- リングネームの名付け親は、大日本プロレス統括部長の登坂栄児。
- 大日本に入る前は、スポーツカメラマンとして岐阜の出版社で活躍。主に名古屋グランパスエイトの試合などを担当していた。
- 大日本時代、選手の世話やちゃんこ番もこなし、良き姉貴分として慕われていた。
- バストに関してはイエローキャブ級である。
- 極度の「匂いフェチ」である。血の匂いで血液型を判別できるという。
- カープ女子で丸佳浩の大ファン。カープファンの竹田誠志・宮本裕向・旭志織・木曽大介・日ハム以外の野球にも精通する星野勘九郎などとよく観戦に行っている。

## タイトル歴
- IMGP世界ヘビー級王座
- アイアンマンヘビーメタル級王座

## 番組出演
- 反骨のプロレス魂～狂猿は笑う～（2022年、BSフジ）

2009年のプロレス大賞年間最高試合賞を受賞した伊東竜二vs葛西純を裁いたレフェリーとしてコメント。